# バルディキエーリ・ダスティ
バルディキエーリ・ダスティ（伊: Baldichieri d'Asti）は、イタリア共和国ピエモンテ州アスティ県にある、人口約1,100人の基礎自治体（コムーネ）。

## 地理

### 位置・広がり

#### 隣接コムーネ
隣接するコムーネは以下の通り。
- アスティ
- カステッレーロ
- モナーレ
- ティリオーレ
- ヴィッラフランカ・ダスティ

#### 地震分類
イタリアの地震リスク階級 (it) では、4 に分類される
。

## 行政

### 分離集落
バルディキエーリ・ダスティには、以下の分離集落（フラツィオーネ）がある。
- Borgo Murati, Bricco Gianotti, Regione Mandoletta, Strada Capello